# Col de Larone
Le col de Larone (en corse Bocca di Laronu) est situé en Corse-du-Sud, non loin du col de Bavella et du village déchu d'Arghiavara, accessibles par la route départementale en lacets D 268.